# Złotówka (Opole)
Złotówka est une localité polonaise du gmina de Lubsza et située dans le powiat de Brzeg (voïvodie d'Opole).